# علف جگن دشتی
 علف جگن دشتی(نام علمی: Artemisia frigida) نام یک گونه از سرده درمنه‌ها است.